# 叚鑂
段鑂（1506年—？），字文貴，順天府固安縣人，民籍，明朝政治人物。

## 生平
嘉靖十六年（1537年）丁酉科順天府鄉試第九十名舉人，嘉靖二十三年（1544年）甲辰科三甲第一百二十二名進士。授山東高密知縣，被徵陞刑部主事，調兵部，陞員外郎。

## 家族
曾祖段紀；祖父段補之，弘治己酉舉人、河南通許知縣；父段貢，驛丞。母商氏；繼母韓氏。重庆下。兄段錦、段錄。弟段釴、段鍊、段錞、段鎧、段銳。